# TýTý 2002
Dne 15. února 2003 se konalo slavnostní vyhlášení XII. ročníku prestižní ankety TýTý 2002.

## Výsledky
| Kategorie                        | Vítěz             | Televize       |
| -------------------------------- | ----------------- | -------------- |
| Moderátor zpravodajských pořadů  | Pavel Zuna        | TV Nova        |
| Moderátor publicistických pořadů | Radek John        | TV Nova        |
| Moderátor zábavných pořadů       | Petr Novotný      | TV Nova        |
| Moderátor soutěžních pořadů      | Vladimír Čech     | TV Nova        |
| Sportovní komentátor             | Pavel Poulíček    | TV Nova        |
| Zpěvák                           | Karel Gott        |                |
| Zpěvačka                         | Lucie Bílá        |                |
| Herec                            | Miroslav Donutil  | Česká televize |
| Herečka                          | Jiřina Bohdalová  | Česká televize |
| Dabér                            | Miroslav Moravec  |                |
| Dabérka                          | Valérie Zawadská  |                |
| Pořad roku                       | Banánové rybičky  | Česká televize |
| Absolutní vítěz                  | Karel Gott        |                |
| Dvorana slávy                    | Stella Zázvorková | Česká televize |